# 武尊牧場スキー場
武尊牧場スキー場（ほたかぼくじょうスキーじょう）は、群馬県利根郡片品村にあったスキー場。2016-2017シーズン限りで廃止となった。

## 概要
- 名前の通り元々乳牛牧場であった林野に、夏季は牧場・冬季はスキー場という利用形態を狙って建設されたスキー場であった。
- 運営会社の武尊山観光開発株式会社が施設の大部分を所有しているが、県有施設部分があり、武尊山観光開発株式会社が指定管理者となっていた[1]。
- スキー場運営廃止後も、キャンプ場としての運営は続いている。

## ゲレンデ
全山パーク構想を謳い、スノーボーダー率が非常に高かった。
廃止後、パークはオグナほたかスキー場に移設されるとのアナウンスがあった。

## 交通
- 関越自動車道沼田ICより約33km、約50分。

## 沿革
- 1979年（昭和54年） - 群馬県・水上町（当時）・片品村・群馬銀行の出資により設立された第三セクター、武尊山観光開発株式会社により開業[2]。
- 2010年（平成22年）頃? - 第2リフト、第4リフト(両方ともシングルリフト)が廃止になった。
- 2016年（平成28年） - 10月4日、2016-2017シーズン限りで武尊山観光開発株式会社が指定管理を辞退し、そのまま廃止となる見込みであることが報道され[3]、スキー場ウェブサイトでも2016-2017シーズン限りでクローズする旨の告知がなされた[4]。